# گورستان دولت‌آباد
قبرستان دولت‌آباد در شهرستان چناران واقع شده است. این اثر در تاریخ ۲۷ اسفند ۱۳۸۷ با شمارهٔ ثبت ۲۶۲۷۴ به‌عنوان یکی از آثار ملی ایران به ثبت رسیده است.